# Sonata per a violí en sol menor (HWV 368)
La Sonata per a violí en sol menor (HWV 368) és una obra per violí i teclat (clavicèmbal) que es creia que fou composta per Georg Friedrich Händel. Diversos experts actuals posen en dubte l'atribució a Händel, i la consideren una obra espúria. La sonata es coneix també com a Opus 1 núm. 10, i fou publicada el 1732 per Walsh. Altres catàlegs de música de Händel la referencien com a HG xxvii,37; i HHA iv/4,28.
Ambdues edicions, la de Walsh i la de Chrysander, detallen que l'obra és per a violí, i la van publicar com a Sonata X. En ambdues edicions, el tempo del quart moviment no té cap indicació, tot i que sembla un allegro o similar.

## Moviments
La sonata consta de quatre moviments:
| Núm. | Tipus      | Tonalitat | Mètrica | Compassos | Notes                                                                    |
| ---- | ---------- | --------- | ------- | --------- | ------------------------------------------------------------------------ |
| 1    | Andante    | Sol menor | 4/4     | 21        |                                                                          |
| 2    | Allegro    | Sol menor | 4/4     | 37        | Té dues seccions (18 i 19 compassos), cadascuna amb signes de repetició. |
| 3    | Adagio     | Sol menor | 3/4     | 16        | Té dues seccions (8 i 8 compassos), cadascuna amb signes de repetició.   |
| 4    | Allegretto | Sol menor | 12/8    | 32        | Té dues seccions (9 i 23 compassos), cadascuna amb signes de repetició.  |

(Els moviments no contenen signes de repetició llevat que s'indiqui. El nombre de compassos està agafat de l'edició de Chrysander, i és el nombre que apareix en el manuscrit, sense incloure signes de repetició.)